# 돌고
돌고(咄固, ? ~ 293년)는 고구려의 왕족으로 서천왕의 아들이자 봉상왕의 동생이다. 또한 봉상왕이 죽은 후 즉위한 미천왕의 아버지이다.

## 생애
고추가(古鄒加)를 지냈는데, 293년(봉상왕 2) 왕권을 강화하려는 봉상왕으로부터 의심을 받아 죽음을 당했다.
이 때 그의 아들 을불(乙佛)은 자기에게도 해가 미칠까 두려워 봉상왕을 피해 몸을 숨기고 있다가 봉상왕이 폐위된 뒤 신하들의 추대로 즉위했는데, 그가 바로 미천왕(美天王)이다.

## 가계
- 부왕: 서천왕(西川王, ? ~292, 재위:270~292)
- 모후 : 왕후 우씨(王后 于氏) - 서부(西部) 대사자(大使者) 우수(于漱)의 딸이다. 271년에 왕후에 간택되었다.
  - 형 : 봉상왕(烽上王, ? ~300)
    - 아들 : 미천왕(美川王, ? ~331, 재위:300~331)
    - 며느리 : 왕후 주씨(王后 周氏)
      - 손자 : 고국원왕(故國原王, ? ~371, 재위:331~371)

## 같이 보기
- 미천왕